# Priscula
Genre
Synonymes
- Blechroscelis Simon, 1893
- Hypsorinus Chamberlin, 1916

Priscula est un genre d'araignées aranéomorphes de la famille des Pholcidae.

## Distribution
Les espèces de ce genre se rencontrent en Amérique du Sud.

## Liste des espèces
Selon World Spider Catalog (version 25.0, 07/02/2024) :
- Priscula acarite Huber, 2020
- Priscula andinensis González-Sponga, 1999
- Priscula annulipes (Keyserling, 1877)
- Priscula azuay Huber, 2023
- Priscula binghamae (Chamberlin, 1916)
- Priscula bolivari Huber, 2020
- Priscula bonita Huber, 2023
- Priscula chapintza Huber, 2023
- Priscula chejapi González-Sponga, 1999
- Priscula esmeraldas Huber, 2023
- Priscula espejoi Huber, 2023
- Priscula gularis Simon, 1893
- Priscula huila Huber, 2000
- Priscula lagunosa González-Sponga, 1999
- Priscula limonensis González-Sponga, 1999
- Priscula llaviucu Huber, 2023
- Priscula lumbaqui Huber, 2023
- Priscula paeza Huber, 2000
- Priscula paila Huber, 2020
- Priscula pallisteri Huber, 2000
- Priscula pastaza Huber, 2023
- Priscula piapoco Huber, 2000
- Priscula piedraensis González-Sponga, 1999
- Priscula salmeronica González-Sponga, 1999
- Priscula taruma Huber, 2000
- Priscula tunebo Huber, 2000
- Priscula ulai González-Sponga, 1999
- Priscula venezuelana Simon, 1893

## Systématique et taxinomie
Ce genre a été décrit par Simon en 1893 dans les Pholcidae.
Hypsorinus a été placé en synonymie par Huber en 1997.
Blechroscelis a été placé en synonymie par Huber en 2000.

## Publication originale
- Simon, 1893 : « Études arachnologiques. 25e Mémoire. XL. Descriptions d'espèces et de genres nouveaux de l'ordre des Araneae. » Annales de la Société Entomologique de France, vol. 62, p. 299-330 (texte intégral).